# Banagoubou
Banagoubou est une commune rurale située dans le département de Sidéradougou de la province de la Comoé dans la région des Cascades au Burkina Faso.

## Santé et éducation
Le village ne possède pas d'école primaire.